# Агост
Агост (валенс. Agost, ісп. Agost) — муніципалітет в Іспанії, у складі автономної спільноти Валенсія, у провінції Аліканте. Населення — 4948 осіб (1 січня 2022).

## Географія
Муніципалітет розташований на відстані близько 340 км на південний схід від Мадрида, 16 км на північний захід від Аліканте.

### Клімат
| Кліматограма Агост                                                                             | Кліматограма Агост | Кліматограма Агост | Кліматограма Агост | Кліматограма Агост | Кліматограма Агост | Кліматограма Агост | Кліматограма Агост | Кліматограма Агост | Кліматограма Агост | Кліматограма Агост | Кліматограма Агост |
| ---------------------------------------------------------------------------------------------- | ------------------ | ------------------ | ------------------ | ------------------ | ------------------ | ------------------ | ------------------ | ------------------ | ------------------ | ------------------ | ------------------ |
| С                                                                                              | Л                  | Б                  | К                  | Т                  | Ч                  | Л                  | С                  | В                  | Ж                  | Л                  | Г                  |
| 26 14 6                                                                                        | 33 18 7            | 36 22 8            | 47 28 11           | 16 31 14           | 15 36 19           | 4 38 22            | 16 37 21           | 43 32 19           | 28 27 15           | 63 19 9            | 43 14 6            |
| Середня макс. і мін. температури повітря (°C) Атмосферні опади (мм), за рік : 370 мм. Джерело: |                    |                    |                    |                    |                    |                    |                    |                    |                    |                    |                    |

## Демографія
Динаміка населення (INE ):

## Галерея зображень

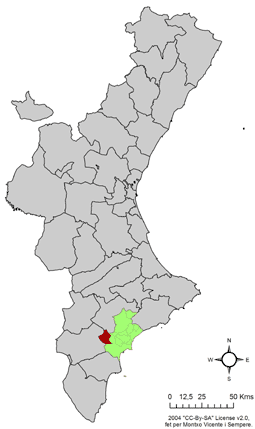
Розташування муніципалітету Агост у автономній спільноті Валенсія
Розташування муніципалітету Агост у комарці Кампо-де-Аліканте